# SN 2008D
초신성 2008D(SN 2008D)는 2008년 발견된 Ib, Ic형 초신성이다. 살쾡이자리 부근에서 발견된 초신성이다.

## 같이 보기
- 초신성 목록
- 초신성 잔해 목록